# Estrées-Mons
Estrées-Mons (picardisch: Étrée-Mon) ist eine französische Gemeinde mit 594 Einwohnern (Stand 1. Januar 2022) im Département Somme in der Region Hauts-de-France im Norden von Frankreich. Die Gemeinde gehört zum Kanton Péronne und ist Teil der Communauté de communes de la Haute Somme.

## Geographie
Die aus den früheren Gemeinden Mons-en-Chaussée und Estrées-en-Chaussée zusammengesetzte Gemeinde liegt nördlich des Tals des Omignon rund 9 km südöstlich von Péronne an der Départementsstraße D1029 (Chaussée Brunehaut). Ortsteile (von Mons-en-Chaussée) sind Prusles und St-Cren. In der Gemeinde befindet sich (zum Teil auch auf dem Gebiet der Gemeinde Monchy-Lagache) der Flugplatz Péronne-Saint Quentin.

## Geschichte
Die Gemeinde, die im Ersten Weltkrieg zerstört wurde, erhielt als Auszeichnung das Croix de guerre 1914–1918.
1973 schlossen sich die Gemeinden Estrées-en-Chaussée und Mons-en-Chaussée zur neuen Gemeinde Estrées-Mons zusammen.

## Bevölkerungsentwicklung
| 1962 | 1968 | 1975 | 1982 | 1990 | 1999 | 2006 |
| ---- | ---- | ---- | ---- | ---- | ---- | ---- |
| 536  | 520  | 628  | 631  | 596  | 609  | 581  |

## Verwaltung
Bürgermeister (Maire) ist seit 2001 Jean-Paul Colard.